# جیپسوم (کانزاس)
جیپسوم (به انگلیسی: Gypsum) شهری در ایالت کانزاس کشور ایالات متحده آمریکا است که جمعیت آن در سرشماری سال ۲۰۱۰ میلادی، ۴۰۵ نفر بوده‌است.